# Ku’damm 56
Ku’damm 56 ist ein dreiteiliger deutscher Fernsehfilm über den Aufbruch der Jugend in den 1950er Jahren. Nach der Idee und dem Drehbuch von Annette Hess inszenierte Sven Bohse ein Familiendrama in den Jahren der Nachkriegszeit und des Wirtschaftswunders. Die Geschichte handelt von einer streng an bürgerlichen Konventionen festhaltenden konservativen Mutter und ihren drei heiratsfähigen Töchtern. Die familieneigene Tanzschule ist Schauplatz für den Konflikt zwischen der prüden Moralvorstellung, der Sehnsucht nach Werten und der Entdeckung ihrer Sexualität durch die jungen Frauen.
Der von Nico Hofmann und Benjamin Benedict produzierte, dreiteilige Film wurde erstmals im Zweiten Deutschen Fernsehen am 20., 21. und 23. März 2016 gesendet. Er wurde in der Kategorie Serien & Mehrteiler für den Grimme-Preis 2017 nominiert. 2018 wurde der Fernsehfilm mit der Trilogie Ku’damm 59 fortgesetzt, 2021 folgte mit der Trilogie Ku’damm 63 eine weitere Fortsetzung. Am 24. Juni 2022 wurde eine 4. Staffel angekündigt.
Am 28. November 2021 feierte das Musical zu Ku’damm 56 im Berliner Theater des Westens Premiere. Die Musik stammt von Peter Plate und Ulf Leo Sommer.

## Handlung

### Teil 1:Lieben – aber wie?
Berlin 1956: Die junge Monika Schöllack wird wegen ungebührlichen Benehmens der Hauswirtschaftsschule verwiesen. Beschämt kommt sie zurück nach West-Berlin zu ihrer Mutter Caterina, die hier eine Tanzschule leitet, und ihren Schwestern Helga und Eva. Monikas Rauswurf ist für Caterina ein weiterer Beleg für das Versagen ihrer Tochter, und sie befürchtet, niemals einen Mann zu finden, der Monika heiratet. Dabei ist es Caterinas großes Ziel, ihre Töchter durch vorteilhafte Heirat bestmöglich in der Gesellschaft zu etablieren. Der Ruf der Familie steht dabei für Caterina über allem. Sie ist sehr konservativ und entsprechend ist auch das Programm der Tanzschule Galant am Kurfürstendamm 56, die Caterina alleine leitet. Ihr Mann und Vater der Töchter, Gerd Schöllack, wird seit 1944 vermisst. Allerdings wird Caterina in der Tanzschule vom langjährigen Freund der Familie, Fritz Assmann, unterstützt. Darüber hinaus haben sie ein heimliches Verhältnis.
Im Gegensatz zu Monika finden ihre Schwestern stets das Wohlwollen ihrer Mutter. Helga steht kurz vor der Hochzeit mit dem jungen Staatsanwalt Wolfgang von Boost. Eva arbeitet in einer Klinik, wo sie sich Chancen ausrechnet, deren Leiter zu heiraten. Der Fabrikantensohn Joachim Franck besucht den Benimmkurs von Caterina und soll als vorgezogenen Abschluss sein gutes Benehmen beweisen, indem er als Monikas unfreiwilliger Tischherr auf der Hochzeit von Helga fungiert. Er hat dazu wenig Lust, fügt sich aber und betrinkt sich an diesem Abend stark. Monika möchte zeigen, dass sie eine Hausfrau sein kann und bietet an, Joachim Franck einen Kaffee zu kochen. Doch in der Wohnung wird der übergriffig, und als Monika ihn zurückweist, vergewaltigt er sie. Ihre Mutter versucht zwar, daraus noch einen Nutzen zu ziehen und eine Heirat zu erzwingen, wird aber von den Francks rigoros abgewiesen. Monika will sich daraufhin das Leben nehmen, wird aber rechtzeitig von ihren Schwestern gefunden. Durch Intervention Assmanns – er droht Catarina, ansonsten den Töchtern das heimliche Verhältnis zu offenbaren – lässt Caterina in der Tanzschule einen Anfängerkurs von Monika leiten. Die tut sich anfänglich schwer damit, entdeckt aber bald ihre Liebe zum Rock ’n’ Roll.

### Teil 2:Schatten der Vergangenheit?
In Helgas junger Ehe treten erste Probleme auf. Ihr Mann Wolfgang sucht daraufhin ärztlichen Rat und Hilfe, da er seine homosexuelle Veranlagung, von der niemand etwas ahnt, als heilbar wähnt. Professor Jürgen Fassbender beginnt eine Abneigungs-Therapie mit ihm, die von anfänglichen, selbstzugefügten Schmerzen bis zum Einsatz von Elektroschocks führt. Dennoch hilft dies Wolfgang kaum, sein Problem zu lösen.
Monika trifft sich auf Drängen ihrer Mutter weiterhin mit Joachim Franck. Er bemüht sich, ihr Verhältnis auf ein normales Maß zu bringen. Obwohl Monika sich mit dem narzisstisch veranlagten jungen Mann nur sehr widerwillig verabredet, beginnt sie, ihn ein wenig zu verstehen, da er genauso unter seinem Vater zu leiden hat wie sie unter ihrer Mutter. Bei einem erneuten Eklat mit ihr tritt zutage, dass die von Caterina so hochgelobte Tanzschule nicht 1906 von ihrer Familie gegründet wurde, sondern bis 1936 einer jüdischen Familie gehörte, die im Konzentrationslager umgebracht wurde. Zudem stellt sich heraus, dass Gerd Schöllack schon vor zwei Jahren aus der Kriegsgefangenschaft zurückgekehrt ist, aber sich bis heute nicht bei seiner Familie gemeldet hat, sondern in Ost-Berlin wohnt. Caterina sucht ihn auf, und er erklärt ihr, dass er sich so sehr verändert habe, dass er nicht mehr einfach zurück in sein altes Leben könne; er wurde zum Antifaschisten und beteiligt sich nun im Ostteil der Stadt am Versuch, eine bessere, sozialistische Gesellschaft aufzubauen.
Ihre neue Leidenschaft, den Rock ’n’ Roll, lebt Monika zunächst nur heimlich mit Tanzpartner Freddy Donath aus. Auf einem Tanzturnier wird sie von Schülerinnen und Schülern der Tanzschule erkannt.

### Teil 3:It’s Alright
Eva beginnt, sich in Rudi Hauer, den Mann einer Patientin, zu verlieben, obwohl er nur ein Fußballspieler ist und diese Verbindung keinerlei Aussicht auf die von ihrer Mutter erwartete standesmäßige Verbesserung bietet.
Monika wird von den Schülerinnen und Schülern der Tanzschule gebeten, auch dort die neuen Tänze zu unterrichten.
Die Illusion der heilen Familie beginnt nicht nur für Caterina zu zerplatzen wie eine Seifenblase. Auch ihre Tochter Helga muss den Problemen ihres Mannes ins Auge sehen, wenn sie ihre Ehe aufrechterhalten will. Monika stellt fest, dass sie von Freddy schwanger ist. In ihrer Not zieht sie zu Hause aus und flüchtet zu ihrem Vater, dessen Adresse in Ost-Berlin sie in Erfahrung bringen konnte. Doch ihre Mutter lässt das nicht zu und holt sie zurück. Sie weiß von Monikas Schwangerschaft und will sie dazu bewegen, diesen Umstand zu nutzen, um Joachim Franck zu einer Ehe zu zwingen, indem Monika ihm das Kind „unterschiebt“; immerhin sei auch Gerd Schöllack nicht Monikas leiblicher Vater, sondern Fritz Assmann, erklärt die Mutter der fassungslosen Monika. Sie nimmt nun tatsächlich wieder Kontakt zu Joachim auf, der sich nach einem schweren Autounfall und Monikas Vorwürfen charakterlich verändert zu haben scheint. So ist er nicht nur aus der väterlichen Fabrikanten-Villa ausgezogen, sondern verwirklicht seinen Traum, ein Buch zu schreiben. Im Hintergrund der guten Nachricht, bald Frau Franck zu sein, gelingt es Monika, gegen den Willen ihrer Mutter, endlich auch Rock ’n’ Roll in der Tanzschule anzubieten. Dennoch kann sie es nicht übers Herz bringen, den sich immer mehr zum Guten entwickelnden Joachim zu hintergehen, sodass sie ihm den von ihrer Mutter beabsichtigten Plan gesteht. Somit nähern sich beide in ehrlichen Gefühlen zueinander, und Monika erwägt, sich das Kind wegmachen zu lassen.
Helgas Ehe steht indessen permanent vor einer Bewährungsprobe, und auch Evas Liebschaft hat keine Zukunft, da Rudi zum einen noch immer verheiratet ist und zum anderen in der DDR-Nationalmannschaft spielen soll, wodurch sich Besuche im Westteil Berlins verböten. Als Rudi seiner Frau seine neue Liebe beichtet, stürzt diese sich aus dem Fenster in den Tod. Eva bekommt daraufhin Schuldgefühle und nimmt kurzentschlossen den Heiratsantrag ihres Chefs Professor Dr. Fassbender an. Monika hingegen kann sich zwischen ihren Gefühlen zu Joachim und Freddy nicht entscheiden, was zur Folge hat, dass sich die beiden – ausgerechnet während der jährlichen Galant-Gala – ihretwegen prügeln. Dabei begreift Monika, dass sie sich noch gar nicht binden möchte. So zieht sie mit Freddy von Tanzturnier zu Tanzturnier, solange es die Schwangerschaft noch zulässt; sie hat sich letztlich gegen einen Schwangerschaftsabbruch entschieden und lässt den Dingen stattdessen ihren natürlichen Lauf.
Bei allen Problemen haben sich die drei Schwestern untereinander nie ernsthaft entzweit und standen sich in allen Lebenslagen zur Seite.

## Hintergrund
Monikas Geschichte und die ihrer beiden Schwestern stehen in diesem Film exemplarisch für zahlreiche Biografien einer Zeit, in der das Leben vieler Frauen über den Platz an der Seite eines Mannes bestimmt wurde. Doch gleichzeitig bewegten die Suche nach einer neuen weiblichen Identität und der aufkommende Wunsch nach Gleichberechtigung die Frauen dieser Generation.
Heike Hempel, verantwortliche ZDF-Hauptredaktionsleiterin: „Mit ‚Ku’damm 56‘ setzen wir unsere Tradition, Zeitgeschichte zeitgemäß zu erzählen, fort. […] ‚Ku’damm 56‘ handelt von familiären Verwüstungen, verborgen hinter einem perfekten Erscheinungsbild, und von Frauen auf ihrem Weg zu selbstbestimmter Sexualität und Gleichberechtigung.“
Die Autorin Annette Hess sagte: „Meine Inspiration für ‚Ku’damm 56‘, für die Figuren, waren die Erzählungen meiner Eltern über diese Zeit. Immer wieder tauchte der Name einer unmöglichen Monika auf. Sie war nicht anständig, poussierte mit Jungs, trug Petticoats und las Romane! Eine Helga gab es auch, eine Freundin meiner Mutter, gutmütig, anständig, bemüht, allen Erwartungen gerecht zu werden. Auch Vorbilder für die berechnende Eva, die ‚auf dem Standesamt promovieren‘ will – wie das damals hieß – kamen in vielen Erzählungen vor. Aber am meisten interessierte mich diese Monika, denn der Umgang mit ihr war verboten. Sie war also gefährlich.“

## Produktion

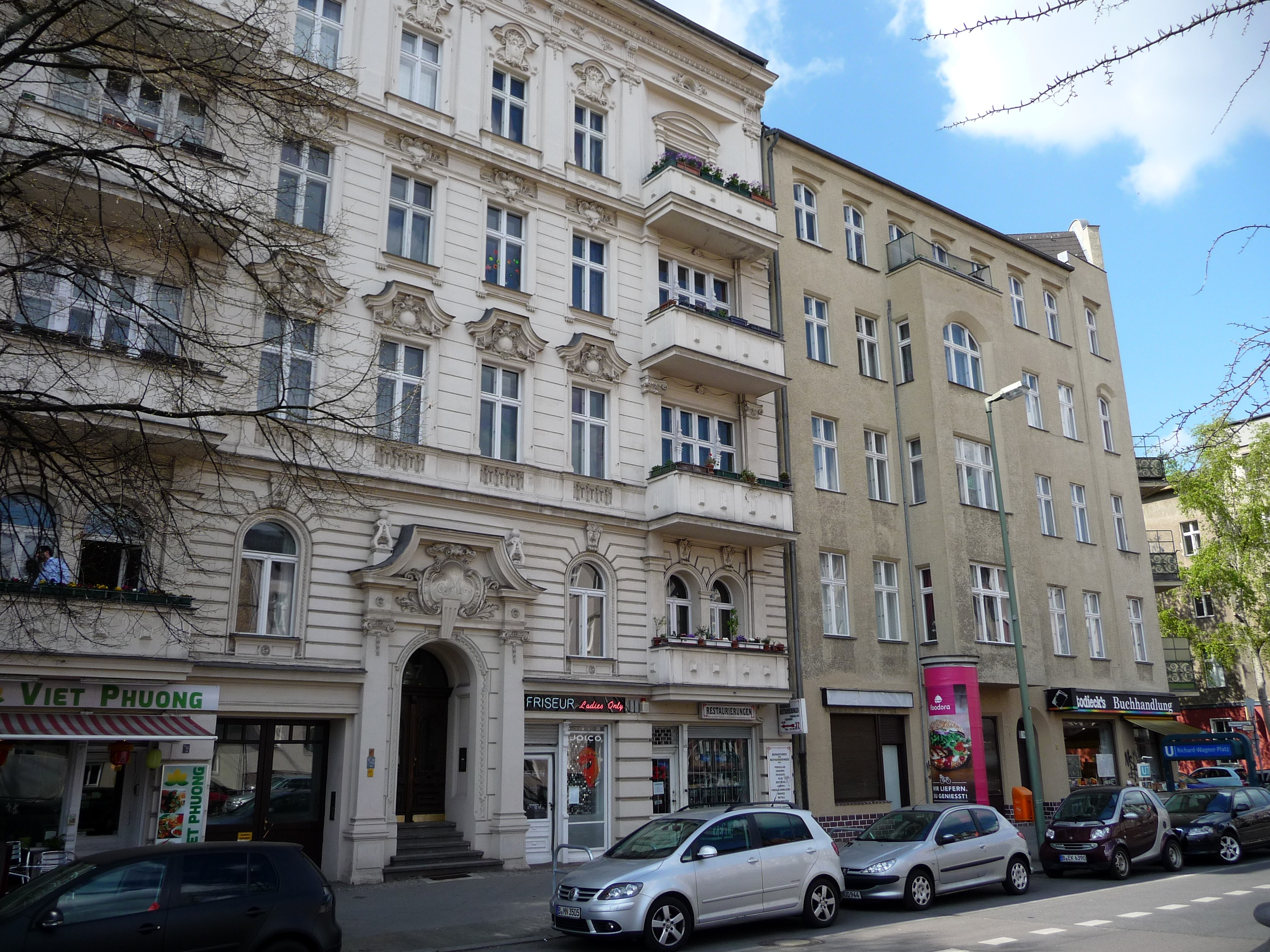
Das Gebäude an der Richard-Wagner-Straße 37 bildete die Außenkulisse für die Tanzschule.

Ku’damm 56 ist eine UFA-Fiction-Produktion im Auftrag des ZDF. Produzenten waren Nico Hofmann und Benjamin Benedict, die vor den Dreharbeiten für eineinhalb Jahre an der Idee zu Ku’damm 56 gearbeitet hatten. Die Redaktion im ZDF hatten Heike Hempel, Anna Bütow und Bastian Wagner. Die Premiere fand am 7. März 2016 in Berlin statt.
Gedreht wurde von Mitte Juli bis Oktober 2015 in Berlin. Für die Nachbildung des Straßenzugs der 1950er Jahre mit der fiktiven Tanzschule Galant und den angrenzenden Geschäften wurde ein Teil der Richard-Wagner-Straße in Berlin-Charlottenburg hergerichtet. Aufgrund der dichten Vegetation war der Kurfürstendamm als Originalschauplatz ungeeignet. Im Rahmen der Postproduktion kamen visuelle Effekte zur Ergänzung des historischen Ambientes zum Einsatz. Weitere Außenaufnahmen entstanden unter anderem am Ententeich im Rudolph-Wilde-Park, in den Heilanstalten in Berlin-Buch, am Haus Dannenberg in Heiligensee, an der Havel im Krienicke-Park in Haselhorst, an der Eiswerderbrücke, am Hansaplatz, am Palais am Funkturm sowie bei Schloss Marquardt. Die Innenaufnahmen wurden in einem Studio der UFA am Tempelhofer Feld gedreht. Der U-Bahnhof Alexanderplatz wurde als Kulisse für den U-Bahnhof Kurfürstendamm verwendet.
Das im Film verwendete Gerät für die Elektroschocktherapie stammt aus dem Museum für Psychiatrie der LWL-Klinik Warstein. Auch das gezeigte Krankenhausbett stammt aus Warstein.

## Rezeption

### Kritiken
„Die Mischung aus verklemmter Spießigkeit, schwer auszuhaltender Biederkeit, sanfter Rebellion und zaghaften Schritten hin zur Emanzipation in den 50er Jahren ist gelungen und dürfte gerne – beispielsweise als Serie wie die US-Produktion ‚Vinyl‘ – fortgesetzt werden.“

„Beachtlich, wie in ‚Ku’damm 56‘ eine Typologie der Nachkriegsära entsteht, wie die Figuren jedoch zugleich in ihren Ambivalenzen extrem zeitgemäß ausgeleuchtet werden – unsere Mütter, unsere Väter in Jugendjahren und aus Nahperspektive.“

Heike Hupertz von der FAZ schrieb: „Die Fünfziger in Berlin, mit Frauen und ihren beschränkten Möglichkeiten einer freien Lebensgestaltung im Mittelpunkt: Geschichtliches und Politisches spielt in das Geschehen im Jahr 1956 hinein; Sozialgeschichte und Kulturhistorie aber stehen im Mittelpunkt. Wir sehen keinen Eventzweiteiler, sondern einen Zeitbilderbogen, mit vielen Facetten, einer Fülle von Figuren und grandiosen Darstellerinnen.“
Für Die Zeit wertete Heike Kunert: „Der fulminante ZDF-Dreiteiler ‚Ku’damm 56‘ zeichnet ein Familiengemälde aus der Frühzeit der BRD. Auf den Straßen ist der Schutt verschwunden, in den Köpfen nicht.“
Rainer Tittelbach von tittelbach.tv resümierte: „Zwei Lebensentwürfe prallen Mitte der 1950er Jahre aufeinander – das Wirtschaftswunder beschleunigt das Vergessen der Kriegsgeneration, der Rock’n’Roll beflügelt das Freiheitsbedürfnis der Jugend. ‚Ku’damm 56‘ nimmt den Zuschauer in ein prüdes Jahrzehnt der Zwänge und der vorgestrigen Gesetze mit – und treibt die Heldin zu neuen Ufern.“ Weiterhin stellte er fest: „Geschichte wird erlebt. Das ist vorbildliches Fernsehen: klug geschrieben, realistisch, überhöht, sinnlich & stilvoll inszeniert. Ein großes Vergnügen!“
Auch Julian Miller bei Quotenmeter.de lobte: „Nicht nur opulent ausstaffiert, sondern auch richtig gut erzählt und gespielt. Dem ZDF-Dreiteiler gelingt der Spagat zwischen Melodram und kluger Reflexion über Nachkriegsdeutschland ganz hervorragend.“

### Einschaltquoten
Der Film erreichte an allen drei Ausstrahlungstagen gute Quoten für das ZDF. Der zweite und dritte Teil waren das meistgesehene TV-Ereignis in der Hauptsendezeit. Der Marktanteil stieg von Folge zu Folge an und erreichte beim dritten Teil knapp 20 %.
| Datum         | Zuschauer (gesamt) | Marktanteil | Zuschauer (14- bis 49-Jährige) | Marktanteil (14- bis 49-Jährige) |
| ------------- | ------------------ | ----------- | ------------------------------ | -------------------------------- |
| 20. März 2016 | 5,57 Millionen     | 15,3 %      | 1,05 Millionen                 | 7,9 %                            |
| 21. März 2016 | 5,78 Millionen     | 17,3 %      | 0,97 Millionen                 | 8,6 %                            |
| 23. März 2016 | 6,35 Millionen     | 19,6 %      | 0,98 Millionen                 | 8,7 %                            |

### Preise und Nominierungen
Ku’damm 56 wurde 2017 u. a. für den Grimme-Preis (in der Kategorie Fiction/Serien) wie auch für den Deutschen Fernsehpreis (in den Kategorien Fiction/Mehrteiler, Buch und Ausstattung) nominiert. Sonja Gerhardt gewann 2017 den Deutschen Fernsehpreis als „Beste Schauspielerin“ unter anderem für ihre Leistung in Ku’damm 56 sowie Annette Hess den Preis für das Beste Buch.
Auf dem Festival de la Fiction TV in La Rochelle 2016 wurde der ZDF-Dreiteiler Ku’damm 56 als „Beste europäische fiktionale Produktion“ ausgezeichnet. Darüber hinaus gewann Szenenbildner Lars Lange für Ku’damm 56 eine Auszeichnung der Deutschen Akademie für Fernsehen in der Kategorie Szenenbild.
Ku’damm 56 erhielt 2016 eine Nominierung für den Prix Europa in der Kategorie TV Fiction. Darüber hinaus war Ku’damm 56 für den Jupiter-Award 2017 in der Kategorie Bester TV Spielfilm National sowie Schauspielerin Sonja Gerhardt als Beste TV Darstellerin National für Ku’damm 56 nominiert.